# 西安镇 (桃源县)
西安镇，是中华人民共和国湖南省常德市桃源县下辖的一个乡镇级行政单位。

## 行政区划
西安镇下辖以下地区：
闵家坪社区、桃安村、东安村、桥塘村、西安村、大水田村、杨柳山村、磨子坪村、大池塘村、白洋坪村和薛家冲村。